# Луције Лициније Мурена
Луције Лициније Мурена (Lucius Licinius Murena) био је конзул Римске републике 62. п. н. е. и учесник Митридатских ратова.

## Биографија
Мурена је каријеру отпочео као официр у војсци Корнелија Суле током Првог митридатског рата. По завршетку рата, Сула му је оставио две легије да чува Азију, док се он сам са остатком војске вратио у Италију и започео грађански рат против Гаја Марија. Под изговором да Митридат Велики сакупља војску којом би поново напао римске провинције, Мурена покреће нови рат који је завршен великим поразом римске војске. Интервенција Корнелија Суле довела је до смирења ситуације. Други митридатски рат завршен је без територијалних промена.
Луције Лициније Мурена је учествовао и у Трећем митридатском рату као легат Луција Лицинија Лукула. Године 65. п. н. е. изабран је за претора чиме је стекао велику популатност. Након тога је постављен за гувернера Трансалпинске Галије где се истакао поштењем.
Године 62. п. н. е. изабран је за конзула победивши Сервија Сулпиција који га је оптужио да је изборе добио подмићивањем. На његову страну стао је Катон Млађи и Сервије Сулпиције Руф. На Муренину страну стају Марко Лициније Крас, Квинт Хортензије и Цицерон. Мурена је ословођен оптужбе иако историчари верују да је она имала основа. 